# 시간 나라의 앨리스/여름옷의 이브
〈시간 나라의 앨리스/여름옷의 이브〉(일본어: 時間の国のアリス/夏服のイヴ 지칸노쿠니노아리스/나츠후쿠노이브[*])는 일본의 가수 마츠다 세이코의 17번째 싱글로, 1984년 5월 10일 발매되었다.(7" Vinyl: 07SH-1500) 양 A사이드로 발매되었으며, 우선 〈시간 나라의 앨리스〉의 작사는 마츠모토 타카시, 작곡은 쿠레다 카루호(呉田軽穂, 마츠토야 유미의 필명), 편곡은 오무라 마사아키(大村雅朗)가 담당했다. 그전까지 마츠토야 유미가 마츠다 세이코에게 곡을 써 주었을때는 항상 편곡자가 마츠토야 마사타카였는데, 이번 곡에서는 처음으로 오무라가 그 자리를 대신한 것이다.
다른 한 곡인 〈여름옷의 이브〉는 이색적으로 재즈 뮤지션이자 트럼펫, 코넷 연주자로 알려진 히노 테루마사(日野皓正)가 작곡에 참여한 작품이다. 작사자는 앞과 동일하며, 편곡은 사사지 마사노리(笹路正徳)가 맡았다. 이 곡은 마츠다 세이코가 주연 배우로 출연한 토호의 영화 《여름옷의 이브》의 주제가이기도 하다.
한편 양 A사이드 싱글임에도 처음 발매되었을 당시에는 "夏服のイヴ"라는 활자의 크기가 작았고, 색상조차 선명하지 않아 상대적으로 글자가 보이지 않았다. 이런 이유로 활자의 크기를 동등한 사이즈로 키운 채 전혀 다른 디자인의 자켓으로 다시 생산하게 되었는데, 그 정확한 재발매 시기는 불명확하다. 이 새로운 버전은 곡의 순서가 반대, 즉 〈여름옷의 이브/시간 나라의 앨리스〉로 되어있다.
이 싱글은 1984년 5월 21일자 오리콘 차트에서 처음으로 정상을 차지했으며, 2주동안 1위 자리를 지켰다.

## 수록곡
※ 재발매된 작품은 트랙리스트의 순서가 정반대이다. 곡 구성의 차이는 없다.
| #            | 제목                                          | 작사            | 작곡          | 편곡            | 재생 시간 |
| ------------ | --------------------------------------------- | --------------- | ------------- | --------------- | --------- |
| 1.           | 〈〈시간 나라의 앨리스〉〉 (時間の国のアリス) | 마츠모토 타카시 | 쿠레다 카루호 | 오무라 마사아키 | 4:46      |
| 2.           | 〈〈여름옷의 이브〉〉 (夏服のイヴ)            | 마츠모토 타카시 | 히노 테루마사 | 사사지 마사노리 | 4:48      |
| 총 재생 시간 | 총 재생 시간                                  | 총 재생 시간    | 총 재생 시간  | 총 재생 시간    | 9:34      |